# Condado de Bergen
El condado de Bergen (en inglés: Bergen County), fundado en 1683, es uno de los 21 condados en el estado estadounidense de Nueva Jersey. En el 2010 el condado tenía una población de 905 116 habitantes en una densidad poblacional de 1.511 personas por km². La sede de condado es Hackensack.

## Geografía
Según la Oficina del Censo, el condado tiene un área total de 639 km² (246,7 mi²), de la cual 606 km² (234 mi²) es tierra y 33 km² (12,7 mi²) (5,12%) es agua.

### Condados adyacentes
- Condado de Rockland (Nueva York) (norte)
- Condado de Hudson (sur)
- Condado de Essex (sur)
- Condado de Passaic (oeste)
- Condado de Westchester (Nueva York) (este)
- Condado de Bronx (Nueva York) (este)
- Condado de New York (Nueva York) (este)

## Demografía
Según el censo de 2000, habían 884 118 personas, 330 817 hogares y 235 210 familias residiendo en el condado. La densidad de población era de 1,458 hab./km². Había 339 820 viviendas con una densidad media de 560 viviendas/km². El 78,41% de los habitantes eran blancos, el 5,27% afroamericanos, el 0,15% amerindios, el 10,67% asiáticos, el 0,02% isleños del Pacífico, el 3,22% de otras razas y el 2,26% pertenecía a dos o más razas. El 10,34% de la población eran hispanos o latinos de cualquier raza.
Los ingresos medios por hogar en el condado eran de $65 241 y los ingresos medios por familia eran $78 079. Los hombres tenían unos ingresos medios de $51 346 frente a los $37 295 para las mujeres. La renta per cápita para el condado era de $33 638. Alrededor del 5% de la población estaban por debajo del umbral de pobreza.

## Localidades

### Ciudades
Englewood |
Garfield |
Hackensack

### Boroughs
Allendale |
Alpine |
Bergenfield |
Bogotá |
Carlstadt |
Cliffside Park |
Closter |
Cresskill |
Demarest |
Dumont |
East Rutherford |
Edgewater |
Elmwood Park |
Emerson |
Englewood Cliffs |
Fair Lawn |
Fairview |
Fort Lee |
Franklin Lakes |
Glen Rock |
Harrington Park |
Hasbrouck Heights |
Haworth |
Hillsdale |
Ho-Ho-Kus |
Leonia |
Little Ferry |
Lodi |
Maywood |
Midland Park |
Montvale |
Moonachie |
New Milford |
North Arlington |
Northvale |
Norwood |
Oakland |
Old Tappan |
Oradell |
Palisades Park |
Paramus |
Park Ridge |
Ramsey |
Ridgefield |
River Edge |
Rockleigh |
Rutherford |
Saddle River |
Tenafly |
Teterboro |
Upper Saddle River |
Waldwick |
Wallington |
Westwood |
Wood-Ridge |
Woodcliff Lake

### Municipios
Lyndhurst |
Mahwah |
River Vale |
Rochelle Park |
Saddle Brook |
South Hackensack |
Teaneck |
Washington |
Wyckoff

### Villas
Ridgefield Park |
Ridgewood

## Lugares designados por el censo
Hainesburg

### Área no incorporada
Radburn